# Diego López Quispe
Diego Armando López Quispe (Tarapoto, 16 de mayo de 2005) es un futbolista peruano que juega como portero en el C. D. Unión Comercio de la Segunda División del Perú.

## Trayectoria

### Unión Comercio
López comenzó su carrera en el equipo local C. D. Unión Comercio. En la etapa final  de la temporada 2024, se estableció como titular de su equipo de reserva y fue visto con frecuencia en el banco del primer equipo. Mientras estaba de una temporada relativamente exitosa en la reserva, no se podía decir lo mismo de sus compañeros del primer equipo. El equipo absoluto del Unión Comercio aparentemente estaba fallando en sus esfuerzos por evitar el descenso, el vicepresidente Christian Chávez criticó duramente en contra de los futbolistas del primer equipo. De hecho, llegó a presagiar un resultado abultado desfavorable: 
“Último partido en casa de Liga 1. Seguramente nos vamos a comer una goleada, pero prefiero jugar con estos jóvenes que tratan de salir adelante que jugar con vendidos y borrachos. Para el año (siguiente) volvemos con más fuerza. Unión Comercio toda la vida”.
El entrenador Alejandro Russo, con el equipo arraigado en la parte inferior de la Liga 1, habiendo acumulado solo 8 puntos después de 17 partidos. Convocó a los futbolistas de la reserva al primer equipo, entre ellos Diego López, para el encuentro ante Sporting Cristal en el estadio Carlos Vidaurre García. Su debut supuso la mayor goleada en la historia del fútbol peruano.Después del juego, recibió el respeto de los dirigentes del club, fanáticos y futbolistas como Jefferson Farfán y Pedro Gallese. En referencia a esa tarde, López dijo: «agradezco el apoyo incondicional».
Posteriormente, el 2 de noviembre, participó en un partido frente al Cienciano, terminando en una nueva goleada en contra para el equipo tarapotino en la última fecha de la Liga 1. Tras este encuentro, el equipo descendió junto a la Universidad Cesar Vallejo y el Club Carlos A. Mannucci a la Segunda División.

## Estadísticas

### Clubes
Actualizado al último partido jugado el 2 de noviembre de 2024.
| Club                  | Div.          | Temporada     | Liga | Liga | Liga         | Copas        | Copas        | Copas        | Internacional | Internacional | Internacional | Total | Total | Total |
| Club                  | Div.          | Temporada     | PJ   | GR   | VI           | PJ           | GR           | VI           | PJ            | GR            | VI            | PJ    | GR    | VI    |
| --------------------- | ------------- | ------------- | ---- | ---- | ------------ | ------------ | ------------ | ------------ | ------------- | ------------- | ------------- | ----- | ----- | ----- |
| Unión Comercio · Perú |               |               |      |      |              |              |              |              |               |               |               |       |       |       |
| 1.ª                   | 2024          | 2             | 19   | 0    | Inexistentes | Inexistentes | Inexistentes | Inexistentes | Inexistentes  | Inexistentes  | 2             | 19    | 0     |       |
| 2.ª                   | 2025          | 0             | 0    | 0    | 0            | 0            | 0            | 0            | 0             | 0             | 0             | 0     | 0     |       |
| Total club            | Total club    | 2             | 19   | 0    | 0            | 0            | 0            | 0            | 0             | 0             | 2             | 19    | 0     |       |
| Total carrera         | Total carrera | Total carrera | 2    | 19   | 0            | 0            | 0            | 0            | 0             | 0             | 0             | 2     | 19    | 0     |
| 1.                    |               |               |      |      |              |              |              |              |               |               |               |       |       |       |